# 벨라트릭스
벨라트릭스(Bellatrix)는 오리온자리 방향에 있는 항성이다. 바이어 명명법으로는 오리온자리 감마(Gamma Orionis)로 표기하며 이는 오리온자리 내에서 세 번째로 밝다는 뜻이다. 벨라트릭스의 겉보기 등급은 +1.64로 밤하늘에서 27번째로 밝은 별이다.

## 관측 역사
1963년까지 벨라트릭스는 다른 별의 광도 변화와 비교하기 위해 기준으로 삼은 별 중 하나였는데 이는 이 별의 밝기가 1.64에서 고정되어 변하지 않는 것으로 알려졌기 때문이다. 그러나 이후 1988년 전천(全天)을 측광 분석한 결과 벨라트릭스의 겉보기 등급이 1.59에서 1.64까지 변하는 분출 변광성임이 밝혀졌다.

## 특징

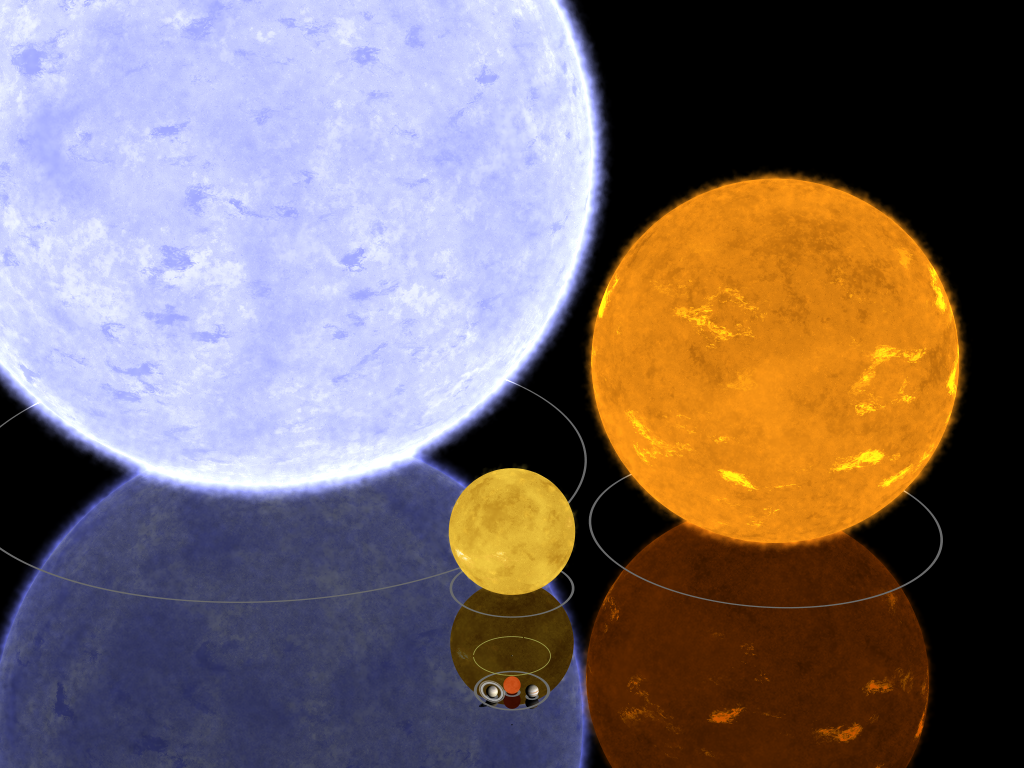
좌로부터 벨라트릭스, 태양, 알골 B.

벨라트릭스의 질량은 태양의 8.4배이다. 나이는 약 2천만 년 정도로 추측되며 우리 태양의 46억 년에 비하면 매우 짧으나 질량이 큰만큼 이미 중심핵에 있던 수소를 모두 태우고 주계열성 단계를 벗어나 초거성 단계에 접어들었다. 최외곽 대기의 유효 온도는 22,000 켈빈으로 우리 태양의 5778 켈빈에 비해 세 배 넘게 뜨겁다. 이처럼 뜨겁기 때문에 우리 눈에는 벨라트릭스가 청백색 빛을 뿜는 것으로 보인다. 벨라트릭스의 각지름은 주연감광 효과를 고려했을 때 0.72 ± 0.04 밀리초각이다. 이 별까지의 거리는 약 250광년인데 거리를 이용하여 구한 별의 반지름은 대략 태양의 여섯 배이다.
벨라트릭스는 오리온의 허리띠를 구성하는 세 별(알니타크, 알닐람, 민타카)처럼 한때는 오리온자리 OB1 성협의 구성원이었던 것으로 여겨져 왔다. 그러나 벨라트릭스가 앞의 세 별보다 지구에 훨씬 가까이 있는 것으로 밝혀진 뒤 앞의 가설은 신빙성을 잃었다. 벨라트릭스는 동반 천체가 없는 홑별로 보인다. 2011년 연구결과 벨라트릭스와 고유 운동을 공유하는 인접 천체는 발견되지 않았다. 다만 별 뒷배경의 항성 세 개가 동반천체일 가능성은 남아 있다.

## 문화
‘벨라트릭스’는 라틴어로 ‘여전사’라는 뜻이며 아부 마샤르 알-발키와 ‘세비야의 존’의 작품에서 처음으로 등장했다. 이 이름은 원래 카펠라를 지칭했으나 15세기 비엔나 학교의 천문학자들이 오리온자리 감마로 지칭 대상을 바꿨으며 동시대 알폰소 성표에 수록되었다. 벨라트릭스는 ‘아마존의 별’로도 불리는데 리차드 힌클리 엘런은 이 이름이 아랍어 ‘알 나지드’(정복자)에서 유래한 용어라고 주장했다. 1275년 아랍권에서 제작된 천구의에 이 별은 المرزم 로 수록되어 있으며 그 뜻은 ‘사자’이다. 벨라트릭스는 오리온자리의 네 항해별(천체 찾기에 이용되는 항성) 중 하나이기도 하다. 동아시아 문화권에서 이 별은 삼수오(参宿五)인데 이는 삼수 중 다섯 번째 별이라는 뜻이다.
17세기 알 악사시 알 무아킷의 성표에는 ‘멘키브 알 자우자 알 아이스르’로 표기되어 있는데 이는 라틴어 Humerus Sinister Gigantis로 번역되었다.
오스트레일리아 북부 와다만 족은 벨라트릭스를 ‘반잔’으로 부르는데, 이는 ‘붉은 캥거루’ 리겔이 오리온자리가 하늘 제일 꼭대기에 있을 때 여는 의식에서 사용하는, 반짝거리는 색소라는 뜻이다. 오리온자리의 나머지 별들은 리겔의 의식 집행에 쓰는 도구거나 혹은 그를 돕는 수행원이라고 한다. 여기서 베텔게우스는 ‘야-준긴’으로 의식을 지켜보는 ‘깜박거리는 부엉이의 두 눈’이다.
이누이트 족은 2월 말 ~ 3월 초 벨라트릭스와 베텔게우스가 해가 진 후 남쪽 하늘 높이 나타날 때를 봄이 시작되고 해가 길어지는 때로 인식해 왔다.
캐나다 배핀 섬과 멜빌 반도 원주민들은 두 별을 ‘아쿠뚜주크’(멀리 떨어져 위치한 두 별)로 불러왔다.

## 같이 보기
- 겉보기등급 순 항성 목록
- 가까운 밝은 별 목록